# Deep South Wrestling
Deep South Wrestling, kurz DSW, ist der Name einer US-amerikanischen Wrestling-Promotion, die in McDonough, Georgia beheimatet ist. Promotor ist Jody Hamilton.

## Geschichte
Die Promotion wurde 1986 durch Hamilton und Bill Behrens im Rahmen der National Wrestling Alliance aufgestellt und war damals als NWA Deep South Wrestling eine Suborganisation von NWA World Championship Wrestling. DSW wurde ein Entwicklungsterritorium der WCW.
1988 wurde die Promotion geschlossen und in die WCW eingegliedert. Hamilton wurde Cheftrainer des WCW Power Plants. Am 1. September 2005 wurde die Promotion reaktiviert und eine Suborganisation von World Wrestling Entertainment. DSW bildete nun ein Entwicklungsterritorium der WWE.
Aufgrund massiver Meinungsverschiedenheiten zwischen Vince McMahon und Hamilton gab die WWE am 18. April 2007 bekannt, dass sie sich mit sofortiger Wirkung von DSW getrennt habe und entfernte diese einen Tag später von ihrer Website. Als Begründung diente, dass die WWE mit dem Entwicklungsstatus der DSW-Wrestler nicht zufrieden war. Die Liga hielt noch ein paar Veranstaltungen unter eigenem Banner, wurde aber noch im selben Jahr geschlossen.